# Behændighedsøvelser for drenge
Behændighedsøvelser for drenge er en dokumentarfilm instrueret af Hermod Andersen og Knud Vils.

## Handling
Drenge fra København, Frederiksberg og Gentofte laver behændighedsøvelser: Indøvelse af hovedspring, indøvelse af flyvekolbøtter og indøvelse af kraftspring. Optaget under Gymnastikinspektionens ledelse.